# Droga wojewódzka 523
Die Droga wojewódzka 523 (DW 523) ist eine polnische Woiwodschaftsstraße und verläuft in West-Ost-Richtung im äußersten Südosten der Woiwodschaft Pommern. Sie verbindet die Landesstraße DK 55 mit der DW 522 und durchfährt dabei lediglich das Gebiet der Landgemeinde (Gmina) Gardeja (Garnsee) im Powiat Kwidzyński (Kreis Marienwerder). Die Gesamtlänge der DW 523 beträgt 16 Kilometer.

## Streckenverlauf
Woiwodschaft Pommern:
Powiat Kwidzyński (Kreis Marienwerder):
- Gardeja (Garnsee) (→ DK 55: Nowy Dwór Gdański (Tiegenhof) – Kwidzyn (Marienwerder) ↔ Grudziądz (Graudenz) – Stolno)
- Olszówka (Olschowken, 1938–45 Althausen)
- Zebrdowo (Seubersdorf)
- Czarne Dolne (Niederzehren)
- Przęsławek (Prenzlau)

~ Gardęga (Gardenga) ~
- Pawłowo (Paulsdorf)
- Wilkowo (Wilkau)

X ehemalige Bahnstrecke Kwidzyn (Marienwerder) – Kisielice (Freystadt) X
- Trumieje (Groß Tromnau) (→ DW 522: Górki (Gurken, 1938–45 Berghausen) – Prabuty (Riesenburg) ↔ Sobiewola (Eigenwill))